# Spaghetti alla puttanesca

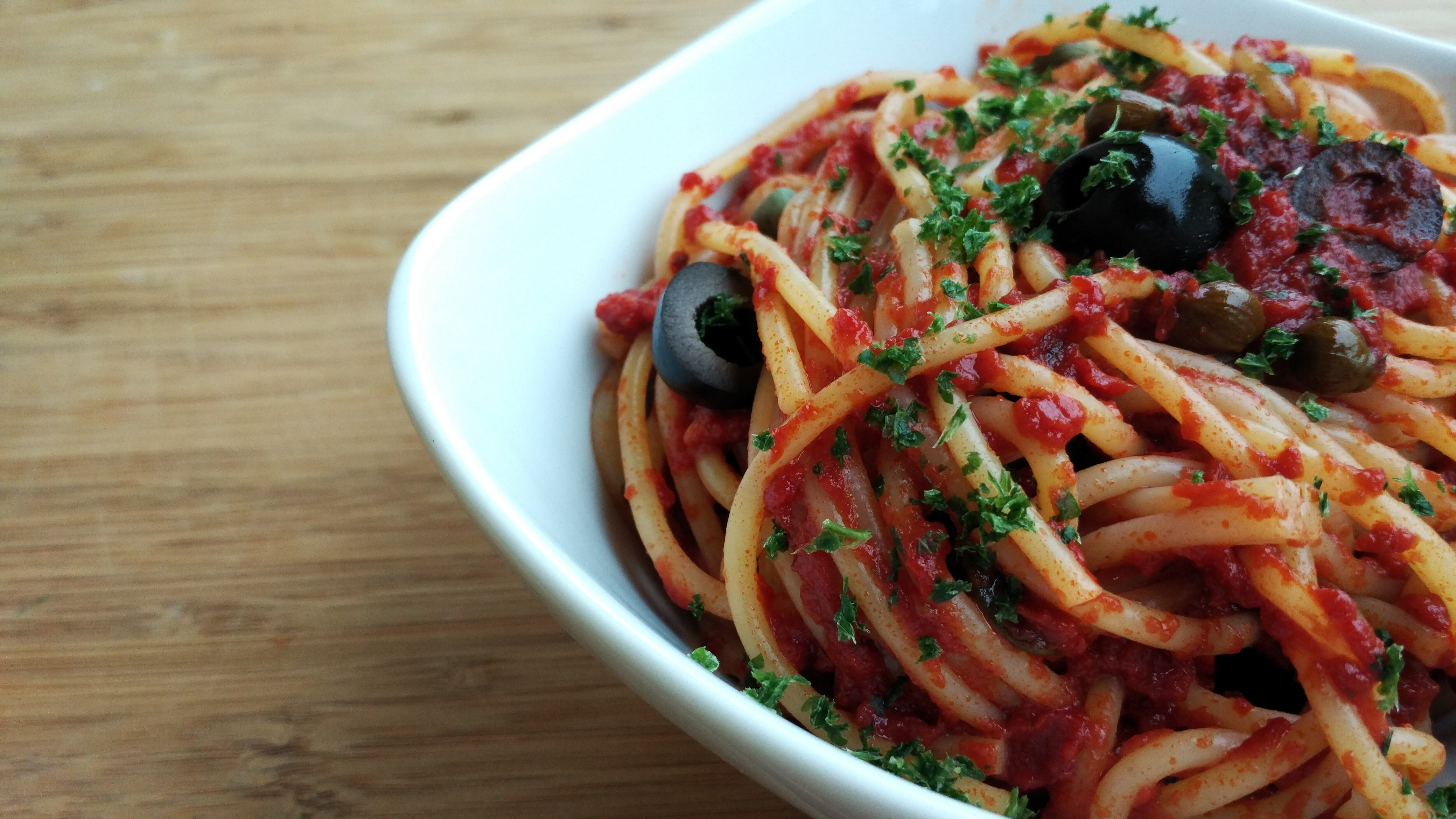
Spaghetti alla Puttanesca

O Spaghetti alla Puttanesca é um prato elaborado com massa e com um molho denominado sugo alla puttanesca.

## Origens
A origem deste prato é incerta, estando sujeito a debate entre os peritos em culinária, mas sem dados conclusivos. No entanto, o próprio nome pode fornecer uma pista.
São dadas em conta várias as origens do molho, mas é provável que datam de meados do século XX. A referência impressa mais adiantada deste prato, como identificado pelo "Grande dizionario della lingua italiana", é a novela de Raffaele La Capria: "Ferito a Morte" datada de 1961, que se refere ao "spaghetti alla puttanesca come li fanno a Siracusa" (espaguete à puttanesca como feito em Siracusa).
De acordo com a união profissional de fabricantes italianos de pasta, o molho tornou-se popular nos anos 60.

## Ingredientes
Os ingredientes para o sugo alla puttanesca são relativamente fáceis de obter, e são tipicamente mediterrânicos. Coloca-se azeite extra-virgem numa frigideira. Adiciona-se alho finamente cortado (às vezes com cebola), peperoncino (um tipo de pimento picante seco) e anchovas esmagadas. Podem também juntar-se atum e cogumelos para mais variedade. Juntam-se os tomates e quando o molho ferve juntam-se as alcaparras picadas e as azeitonas pretas. De seguida procede-se à redução do molho sob fogo forte. Para terminar pode-se agregar salsa ou manjericão picados.